# Lenge leve livet
"Lenge leve livet" hette låten som var Norges bidrag till Eurovision Song Contest 1984, och sjöngs på norska av Dollie de Luxe.
Sångtexten hyllar livet. Låten spelades också in på engelska, som "Life Was Meant for Living".
Låten startade som nummer fem ut den kvällen, efter Spaniens Bravo med "Lady, Lady" och före Storbritanniens Belle & The Devotions med "Love Games". Vid slutet av omröstningen hade den fått 29 poäng, och slutade på 17:e plats.